# Stephen Gaghan

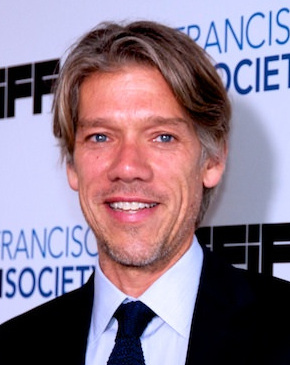
Stephen Gaghan (2014)

Stephen Gaghan (* 6. Mai 1965 in Louisville, Kentucky) ist ein US-amerikanischer Drehbuchautor und Filmregisseur. Er ist Oscar- und Golden-Globe-Preisträger.

## Karriere
Gaghan begann seine Karriere beim Fernsehen; er schrieb für die Fernsehserien The Practice und NYPD Blue. Für den Thriller Rules – Sekunden der Entscheidung schrieb Gaghan 2000 das Drehbuch für seinen ersten abendfüllenden Spielfilm. Die Filme Traffic – Macht des Kartells und Syriana machten Gaghan bekannt. Für beide Filme war er für den Oscar nominiert; sowohl in der Kategorie Bestes Originaldrehbuch (Syriana) als auch für das Beste adaptierte Drehbuch (Traffic – Macht des Kartells). Für letztgenannten Film erhielt er 2001 die Auszeichnung. 2004 arbeitete er am Drehbuch zu Alamo – Der Traum, das Schicksal, die Legende mit. 2013 verfasste er das Drehbuch für das von Activision veröffentlichte Videospiel Call of Duty: Ghosts. 2016 entstand unter seiner Regie der Film Gold – Gier hat eine neue Farbe. 2020 folgte die Veröffentlichung von Die fantastische Reise des Dr. Dolittle, bei dem Gaghan die Regie übernahm und das Drehbuch mitverfasste.
Gaghan ist mit der Modedesignerin Minnie Mortimer verheiratet; die beiden haben ein Kind.

## Auszeichnungen
- Oscar für Traffic, 2001
- Golden Globe Award für Traffic
- WGA Award für Traffic
- BAFTA Award für Traffic
- Emmy für eine Episode von NYPD Blue